# Rajd Szwecji 1977
Rezultaty Rajdu Szwecji (27. International Swedish Rally), eliminacji Rajdowych Mistrzostw Świata w 1977 roku, który odbył się w dniach 11–13 lutego. Była to druga runda czempionatu w tamtym roku. Bazą rajdu było miasto Karlstad.

## Wyniki końcowe rajdu[1]
| Msc. | Kierowca          | Pilot              | Samochód             | Czas    | Strata | Grupa | Pkt zespół | Pkt kierowca |
| ---- | ----------------- | ------------------ | -------------------- | ------- | ------ | ----- | ---------- | ------------ |
| 1    | Stig Blomqvist    | Hans Sylvan        | Saab 99 EMS          | 8:02.17 | 0.0    | 4     | 10+8       | 9            |
| 2.   | Bror Danielsson   | Ulf Sundberg       | Opel Kadett GT/E     | 8:08.19 | +6.02  | 2     | 9+8        | 6            |
| 3.   | Anders Kulläng    | Bruno Berglund     | Opel Kadett GT/E     | 8:08.32 | +6.15  | 2     |            | 4            |
| 4.   | Simo Lampinen     | Sölve Andreasson   | Fiat 131 Abarth      | 8:13.15 | +10.58 | 4     | 7+7        | 3            |
| 5.   | Kyösti Hämäläinen | Juhani Korhonen    | Ford Escort RS2000   | 8:21.43 | +19.26 | 1     | 6+8        | 2            |
| 6.   | Hans Avelin       | Ragnar Spjuth      | Opel Ascona          | 8:30.26 | +28.09 | 4     |            | 1            |
| 7.   | Leif Asterhag     | Claes Billstam     | Toyota Celica 2000GT | 8:34.49 | +32.32 | 2     | 4+6        |              |
| 8.   | Sven-Inge Neby    | Gunnar Hendriksson | Volvo 142            | 8:36.14 | +33.57 | 2     | 3+5        |              |
| 9.   | Ola Strömberg     | Per Carlsson       | Saab 96 V4           | 8:40.00 | +37.43 | 2     |            |              |
| 10.  | Per Engseth       | Asbjørn Fløene     | Łada 1500            | 8:40.13 | +37.56 | 2     | 1+3        |              |

## Punktacja

### Klasyfikacja producentów
| Lp | Producent | Pkt. |
| -- | --------- | ---- |
| 1  | Fiat      | 30   |
| 2  | Opel      | 26   |
| 3  | Lancia    | 18   |
| 3  | Saab      | 18   |
| 5  | Seat      | 14   |
| 5  | Porsche   | 14   |
| 5  | Ford      | 14   |

- Uwaga: Tabela obejmuje tylko pięć pierwszych miejsc.

### Klasyfikacja  FIA Cup for Rally Drivers
| Lp | Producent           | Pkt. |
| -- | ------------------- | ---- |
| 1  | Sandro Munari       | 9    |
| 1  | Ari Vatanen         | 9    |
| 1  | Stig Blomqvist      | 9    |
| 4  | Jean-Claude Andruet | 6    |
| 4  | Tapio Rainio        | 6    |
| 4  | Bror Danielsson     | 6    |

- Uwaga: Tabela obejmuje tylko pięć pierwszych miejsc.